# Tropico 2: Pirate Cove
Tropico 2: Pirate Cove es un videojuego de construcción de ciudades desarrollado por Frog City Software y publicado por Gathering of Developers en abril de 2003. Es la secuela de Tropico.
Tropico 2 fue un éxito comercial, con ventas superiores a las 300,000 copias. El agregador de reseñas Metacritic calificó la recepción crítica del juego como "generalmente favorable". Tras la adquisición de la licencia Tropico por Kalypso Media en 2008, esa empresa publicó cuatro secuelas de Tropico 2: Tropico 3, Tropico 4, Trópico 5 y Trópico 6. Las primeras tres secuelas fueron desarrolladas por Haemimont Games, mientras que Limbic Entertainment desarrolló Tropico 6.

## Jugabilidad
Tropico 2 es un juego de construcción de ciudades. Aunque gran parte se basa en el "Tropico" original, la jugabilidad es muy diferente. El jugador dirige una isla pirata y, como Rey Pirata, debe mantener contentos a los piratas mientras roba el mayor botín posible. Los trabajadores, llamados cautivos, son tomados en incursiones, en naufragios frente a la isla del jugador o en naciones con las que se ha establecido una alianza. Los cautivos son responsables de la producción y construcción en la isla. Pueden asumir la mayoría de los trabajos disponibles, incluidos granjero, leñador y herrero, e incluso pueden ser promovidos a pirata. Los cautivos calificados pueden realizar trabajos más especializados que los cautivos no calificados no pueden. Aun así, el objetivo principal del juego, además de los objetivos establecidos en un escenario, es mantenerse en el poder, al igual que el Tropico original.
Para mantener felices a los cautivos, será necesario satisfacer ciertas necesidades, como la comida, el descanso, la religión, el miedo y el orden. Los piratas, sin embargo, prefieren la anarquía y la defensa, además de comida, grog, mozas y apuestas en varios edificios de entretenimiento, así como descansar y esconderse en sus casas personales. La anarquía mide el nivel de desorden en un área y principalmente proviene de edificios de entretenimiento. A los cautivos se les impide escapar mediante la mecánica del miedo, que se mantiene mediante estructuras especiales. Los trabajadores fugitivos pueden informar a otros monarcas y provocar levantamientos. Los barcos piratas pueden construirse en astilleros o astilleros, y se utilizan para saquear otras islas o abordar barcos enemigos para robar oro con el que el jugador puede construir una base pirata mayor y ocasionalmente cautivos ricos, que no trabajan pero tienen un rescate que aumenta a medida Utilizan edificios de entretenimiento. También hay varios escenarios desafiantes en los que el objetivo es sobrevivir en entornos hostiles, desde piratas enojados hasta cautivos que escapan.
El juego ofrece menos opciones de desarrollo en comparación con su predecesor. En Tropico, la economía podría centrarse en la industria, el turismo, el despotismo militar, las materias primas o una combinación de los cuatro. En Pirate Cove, el jugador tiene un alcance y una ruta más limitados, y terminará construyendo muchos de los mismos edificios cada vez con pocas adiciones, lo que significa que Pirate Cove no tiene el énfasis en hojas de cálculo y estadísticas que tenía su predecesor.
Tropico 2 es el primer juego que tiene una campaña de la serie, en la que cada escenario tiene un objetivo que debe cumplirse dentro de un límite de tiempo. Los objetivos pueden variar desde construir ciertas estructuras, tener suficiente dinero en la tesorería o en el tesoro personal, garantizar que la felicidad general de los piratas esté por encima de cierto punto, lograr relaciones armoniosas con una facción y tener una cierta cantidad de barcos en la isla. La campaña sigue a un rey pirata cuyos rasgos cambian a medida que avanza la campaña.

## Desarrollo

### Orígenes
Después de que PopTop Software completara el Tropico original, su presidente Phil Steinmeyer no estaba interesado en desarrollar más juegos de la serie. Sin embargo, el editor del juego, Take-Two Interactive, solicitó un paquete de expansión para capitalizar el éxito de Tropico. Steinmeyer explicó que "realmente quería trabajar con" Frog City Software en el proyecto y se acercó al estudio en 2001, pero no estuvo disponible debido a conflictos de programación. Durante sus conversaciones surgió la posibilidad de que Frog City desarrollara Tropico 2, y PopTop solicitó una propuesta de diseño a la empresa en septiembre.
Según Steinmeyer, los equipos estuvieron de acuerdo en que "simplemente no había suficiente material" para desarrollar un segundo "juego al estilo Castro", por lo que Frog City comenzó a considerar escenarios alternativos. Finalmente, Mark Falange, de la empresa, sugirió un tema de piratería, de los cuales Frog City, Steinmeyer y Take-Two Interactive aprobaron. La presidenta de Frog City, Rachel Bernstein, consideró el enfoque del juego "un nuevo ángulo" sobre la piratería en los juegos, en comparación con proyectos anteriores como Sid Meier's Pirates! Tropico 2 entró en desarrollo poco después.

### Producción
Aunque Frog City desarrolló Tropico 2, PopTop siguió involucrado como productor del juego. En ese momento, Bill Spieth, de la antigua compañía, explicó que PopTop "observa los hitos de 'Pirate Cove', aprueba el trabajo de Frog City y brinda comentarios sobre el juego, la interfaz o lo que sea". PopTop también creó las escenas del juego. Frog City optó por reutilizar el motor de juego de PopTop de Tropico, que también había aparecido en el anterior Railroad Tycoon II. Sin embargo, el motor pasó por una "reelaboración importante y esencialmente se rompió" durante los primeros seis meses del proyecto, explicó Steinmeyer en ese momento. Esto hizo imposible que el equipo exhibiera "Tropico 2" y recibiera comentarios del público, un aspecto del desarrollo del juego que Steinmeyer consideraba importante.
El objetivo inicial de Frog City era producir una "construcción jugable" para marzo de 2002, en preparación para un anuncio en mayo y un lanzamiento en otoño. Este cronograma se vio interrumpido en febrero de 2002, cuando Computer Games Magazine, una publicación para la que Steinmeyer trabajaba como columnista, optó por hacer una portada en Trópico 2. El juego finalmente se anunció el 1 de marzo de 2002. Si bien la vista previa recibió comentarios positivos y energizó al equipo, Frog City se inspiró en los comentarios de los fanáticos para expandir el juego, especialmente en lo que respecta a los capitanes piratas. Para ello fue necesario un retraso después de las vacaciones y un aumento presupuestario de "varios cientos de miles", según Steinmeyer. Sin embargo, pudo negociar el nuevo calendario y presupuesto con el editor del juego.
Frog City intentó capturar el estilo visual y de humor del primer Tropico, mientras cambiaba la mecánica del juego. Al equipo se le ocurrió que el comportamiento de búsqueda de placer de los piratas era similar al comportamiento de los turistas en "Tropico", por lo que decidieron amplificar el enfoque del juego en el entretenimiento en comparación con su predecesor. Spieth describió Tropico 2 como una "economía inversa", ya que el dinero y los trabajadores son robados y gastados en los piratas del jugador, en lugar de ganarse como en Tropico. En un esfuerzo por resolver los problemas de pathfinding del primer juego, Frog City decidió restringir el movimiento de unidades a las carreteras. A pesar de estos cambios, se mantuvo gran parte de la interfaz del juego original. Además, el compositor de Tropico, Daniel Indart, fue contratado nuevamente para componer la música de Tropico 2.
Para crear el escenario de piratas en la cultura popular de Tropico 2, el equipo "optó casi por completo por el mito y la ficción", según Spieth. Las novelas de aventuras de Rafael Sabatini fueron un punto de referencia principal para el juego, y Spieth comparó el escenario del juego con la isla de Tortuga retratada en Captain Blood". La historia del protagonista de Tropico 2 también se basó en la trama de Captain Blood. Para diseñar a los líderes piratas históricos, como Barbanegra y Laurens de Graaf, el equipo estudió historias de sus hazañas y diseñó las fortalezas y debilidades de los personajes en consecuencia. Por ejemplo, se inspiraron en el odio de De Graaf hacia España para impedirle trabajar con ese país en "Tropico 2". El equipo se esforzó por mantener Tropico 2 alegre y cómico a pesar de su tema de piratería; por ejemplo, la unidad de supervisores piratas tuvo que usar un látigo de toalla por sugerencia de Rachel Bernstein.
Al diseñar la secuela, Frog City buscó equilibrar sus diferencias y similitudes con su predecesor, al que Spieth llamó "un [camino] sobre la cuerda floja entre 'demasiado diferente' y 'no lo suficientemente diferente'." Steinmeyer comentó que esta preocupación persistió hasta cerca del lanzamiento del juego: ciertos espectadores llamaron "Tropico 2" demasiado diferente a "Tropico", mientras que sus "ventas, marketing [y] oficinas en el extranjero" lo consideraron demasiado similar a vender. Creía que este último problema se debía a la reutilización en el juego de las imágenes del terreno de Tropico, lo que llevó al equipo a crear nuevos modelos de árboles y a editar los "colores y texturas" de Tropico 2. '}}s gráficos de agua y tierra reutilizados. Para apaciguar a aquellos que encontraban "Tropico 2" demasiado diferente de su predecesor, Frog City aumentó el énfasis del juego en la construcción de ciudades, que anteriormente había sido marginada en favor de las incursiones piratas.
Tropico 2 alcanzó el estado oro el 2 de abril de 2003. Fue lanzado en Norteamérica el 8 de abril.

## Recepción y legado
En el Reino Unido, Tropico 2 se vendió mal durante la primera mitad de 2003. Kristan Reed de GamesIndustry.biz escribió que estaba "luchando por vender más de 5k" y especuló que la piratería de software podría ser la causa. Según exmiembros de Frog City empleados en Sidecar Studios, Tropico 2 vendió más de 300.000 copias en todo el mundo y fue un éxito comercial. El sitio web de agregación de reseñas Metacritic designó la recepción crítica de Tropico 2 como "generalmente favorable".
Kristian Brogger de Game Informer resumió Tropico 2 como adictivo y "divertido", y destacó su "encanto incontenible". Sin embargo, calificó el juego como un pequeño paso por debajo de Tropico y encontró que su ambientación pirata no era original y su jugabilidad era repetitiva. En Computer Gaming World, Di Luo consideró que Tropico 2 era una oportunidad perdida y encontró que su nueva mecánica era limitada y "tediosa" en comparación con la jugabilidad de su predecesor. Aunque disfrutó de su tema y estilo audiovisual, descubrió que Tropico 2 no contiene "nada que lo distinga de la multitud". Sin embargo, Luo argumentó que el juego nunca pierde su "encanto inexplicable" y que "nunca se pone realmente malo".
Escribiendo para IGN, Barry Brenesal calificó a Tropico 2 como una mejora con respecto a Tropico, gracias a su "calidad más abierta" y su nueva configuración. Elogió su interfaz, en particular el libro de registro, y calificó el juego como un destacado y refrescante en el género de simulación de gestión. Si bien Brenesal consideró que ciertos aspectos de Tropico 2 no eran intuitivos, destacó su "fuerte motor económico y su jugabilidad bien equilibrada". IGN went on to name Tropico 2 "IGNPC's Game of the Month" for April 2003. Conversely, Jason Cross of Computer Games Magazine called Tropico 2's interface superior to that of Tropico, but he felt that the game featured "too much interface and busy work." He found it dated compared to current strategy games, and concluded, "Tropico 2 doesn't come through with enough swashbuckling, ship-boarding flair."
PC Format's Matt Avery summarized Tropico 2 as "short-lived fun with information overload in place of interaction." Although he remarked that "statisticians will have a field day" with the game's detailed economics, he disliked Tropico 2's lack of direct control over units, and found the overall product "rather limited." Writing for PC Gamer US, Stephen Poole criticized the game's combination of piracy and management gameplay, which he found awkward, unrealistic and unsatisfying. He also argued that the game's musical style is incongruous with its setting. Poole concluded that Tropico 2's theme is "barely a skin-deep covering on a sim that could just as easily have been made about the ACME Widget Factory."
Tropico 2 fue la última entrega de la serie publicada por Take-Two Interactive. No se dio luz verde a más juegos de Tropico hasta noviembre de 2008, cuando Kalypso Media compró la propiedad intelectual de Tropico de Take-Two y anunció Tropico 3 , desarrollado por Haemimont Games de Bulgaria. El juego se lanzó en 2009. Posteriormente, Haemimont Games desarrolló Tropico 4 (2011) y Tropico 5 (2014), ambos publicados por Kalypso. Tropico 6, desarrollado por Limbic Entertainment y publicado nuevamente por Kalypso Media, se anunció en junio de 2017. Fue lanzado para PC el 29 de marzo de 2019.